# Dávid Vitézy
Dávid Vitézy (maďarsky Vitézy Dávid; * 1. prosince 1985, Budapešť) je maďarský dopravní specialista, ekonom, politik, státní úředník a tiskový mluvčí. V letech 2010 až 2014 byl generálním ředitelem Budapešťského dopravního centra (BKK), mezi lety 2016 a 2022 generálním ředitelem Maďarského technického a dopravního muzea v Budapešti a v roce 2022 státním sekretářem pro dopravu v páté vládě Viktora Orbána.

## Biografie

### Studia
V roce 2004 odmaturoval na židovské škole Lauder Javne Zsidó Közösségi Iskola v Budapešti. Poté roku 2010 absolvoval studium ekonomie se specializací na regionální osídlení a územní rozvoj na Budapešťské technické a hospodářské univerzitě (Budapesti Műszaki és Gazdaságtudományi Egyetem).  

### Dopravní kariéra
V roce 2000, ve svých 15 letech, byl zakládajícím členem Spolku městské a příměstské dopravy (Városi és Elővárosi Közlekedési Egyesület, VEKE). Od roku 2002 byl členem představenstva, poté až do své rezignace v roce 2010 vedoucím pracovní skupiny pro rozvoj dopravy. V letech 2006 až 2010 byl tiskovým mluvčím VEKE. 
Od ledna 2007 do prosince 2009 byl členem dozorčí rady Budapešťského dopravního podniku (Budapesti Közlekedési Zrt., BKV) jako delegát opoziční strany Fidesz. Jako člen výboru inicioval četná interní vyšetřování vedoucí k vypuknutí pozdějších korupčních skandálů a inicioval řadu vyšetřování vedoucích k trestním řízením, kvůli čemuž byl mnohokrát napaden. 
V v listopadu 2010 byl zvolen generálním ředitelem a členem představenstva nově zřízeného Budapešťského dopravního centra (Budapesti Közlekedési Központ, BKK). V této funkci setrval do prosince 2014. Od února do konce července 2015 zastával funkci ministerského zmocněnce pro dopravu a zpracování koncepce provozu MHD v tehdejší třetí vládě Viktora Orbána. Od ledna 2016 byl generálním ředitelem Maďarského technického a dopravního muzea v Budapešti (Magyar Műszaki és Közlekedési Múzeum, MMKM).

### Kandidatura na primátora
V komunálních volbách, které se budou konat 9. června 2024, je kandidátem LMP – Zelené strany Maďarska na post primátora hlavního města Budapešti. O tuto funkci se ve volbách utká s dosluhujícím levicovým primátorem Gergelyem Karácsonyem (člen Dialog – Strana zelených, kandidující s podporou: Demokratické koalice, Maďarské socialistické strany a hnutí Momentum Mozgalom) a právničkou Alexandrou Szentkirályi, kandidátkou vládní koalice pravicových stran Fidesz – Maďarská občanská unie a Křesťanskodemokratické lidové strany.

## Soukromý život
Je židovského původu. Jeho matkou byla Ágnes Hankiss (rozená: Erdős; 1950−2021), která byla mezi lety 2009 a 2014 poslankyní Evropského parlamentu za stranu Fidesz. Jeho otcem byl filmový režisér László Vitézy (1940−2024), jehož první manželkou byla socioložka Katalin Sípos, jejíž sestra Erzsébet Sípos je matkou premiéra Viktora Orbána.
Vitézyho koníčkem již od dětství byla doprava a fotografování. V dřívejších letech publikoval své fotografie městské hromadné dopravy.